# Peterd
Peterd é um município da Hungria, situado no condado de Baranya. Tem 10,6 km² de área e sua população em 2019 foi estimada em 210 habitantes.